# St. Michael (Thalmässing)

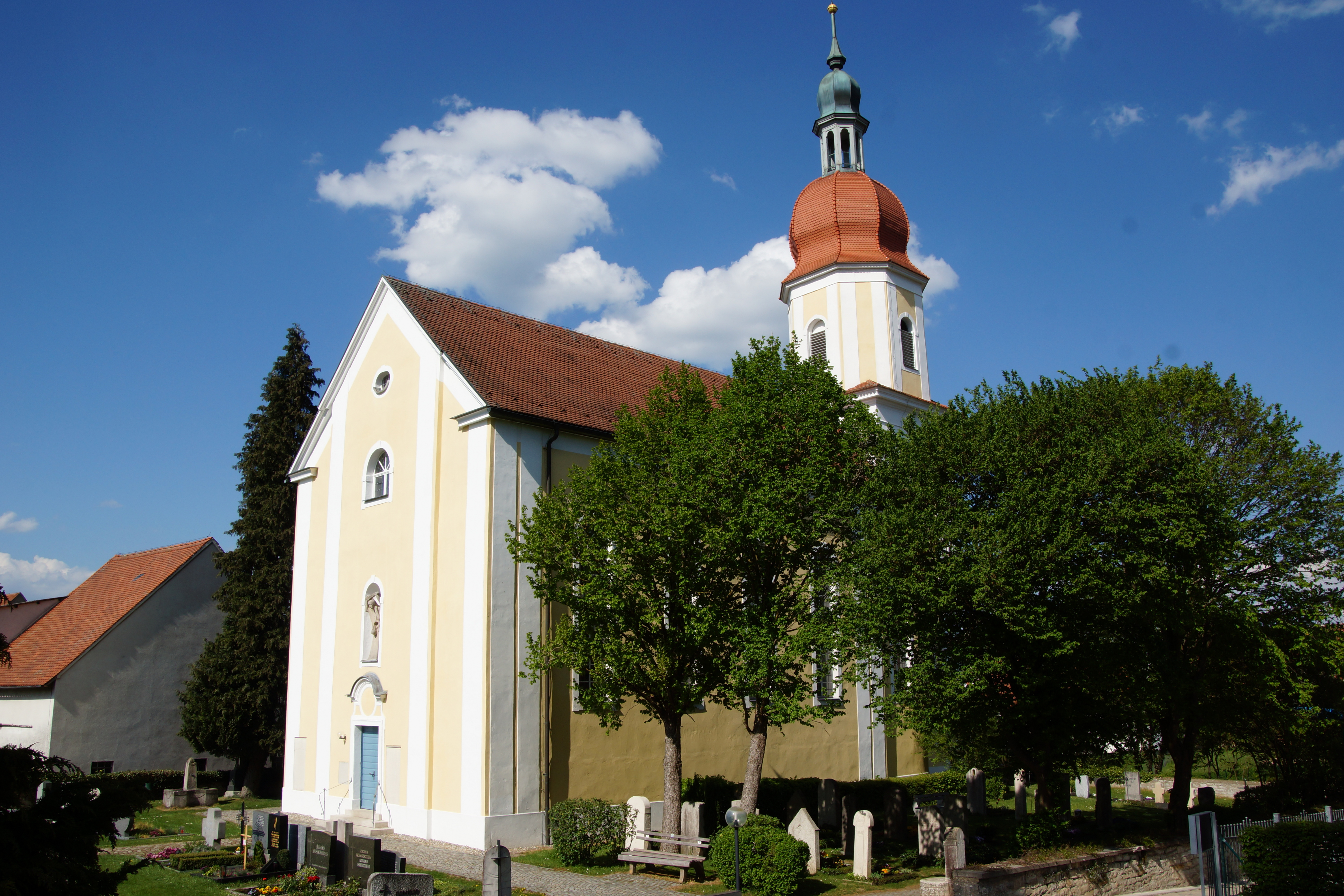
St. Michael (Thalmässing)

Die denkmalgeschützte, evangelisch-lutherische Pfarrkirche St. Michael steht in Thalmässing, einem Markt im Landkreis Roth (Mittelfranken, Bayern). Die Kirche ist unter der Denkmalnummer D-5-76-148-28 als Baudenkmal in der Bayerischen Denkmalliste eingetragen. Die Kirchengemeinde gehört zum Dekanat Weißenburg in Bayern im Kirchenkreis Nürnberg der Evangelisch-Lutherischen Kirche in Bayern.

## Beschreibung
Die barocke Saalkirche wurde 1712 nach Plänen von Gabriel de Gabrieli anstelle des ursprünglichen Baus erbaut. Sie besteht aus einem Langhaus mit vier Achsen mit segmentförmigem Schluss im Osten, das mit einem Satteldach bedeckt ist, und einem Kirchturm in dessen Scheitel, der im Kern am Ende des 12. Jahrhunderts gebaut wurde. In seinem obersten, oktogonalen Geschoss steht der Glockenstuhl; er ist mit einer Welschen Haube bedeckt. Das Portal befindet sich in der westlichen Fassade, deren Putz mit Lisenen gegliedert ist. 
Der Innenraum des Langhauses, der nur eine Empore an der Westseite hat, ist mit einem Tonnengewölbe überspannt, dessen Gewölbeschub den Neubau der Wände erforderte. Zur Kirchenausstattung aus der Bauzeit  gehört ein Altar aus Stuckmarmor. Vorhanden sind noch ein Beichtstuhl aus der ersten Hälfte des 17. Jahrhunderts und ein um 1500 gestaltetes Kruzifix.